# تاریخ‌نگاری هلنی

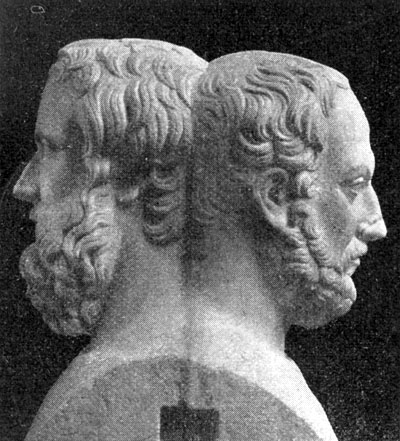
هرم پرتره دوتایی هرودوت و توسیدید، خشی از مجموعه Farnese، اکنون در موزه ملی باستان شناسی به نمایش گذاشته شده است.

تاریخ‌نگاری یونان به تلاش‌های یونانیان برای پیگیری و ثبت تاریخ اشاره دارد.
تا پیش از سدهٔ پنجم پیش از میلاد، از نظر تاریخ‌نگاری و ثبت وقایع، یونانیان فقط اشعار حماسی و سرودهای اساطیری را می‌شناختند و با نگارش وقایع و رویدادها، سالنامهٔ حوادث و جدول وقایع آشنا نبودند و اساساً در این دوره یونانیان خط نداشتند. ظاهراً نخستین فردی که به بررسی انتقادی تاریخ یونان پرداخت و سعی کرد تاریخ را از اسطوره جدا کند، هکاته بود. وی در کتابی تحت عنوان شجره‌نامه‌ها، سرگذشت خدایان و قهرمانان یونان را به ترتیب تاریخ توضیح داده‌است. هرچند او در این اثر نسل خود را بعد از ۱۶ نسل به یک موجود خداگونه می‌رساند، اما سعی داشته روایتی واقع‌بینانه از اساطیر ارائه دهد.
در سدهٔ پنجم پیش از میلاد، در دوره‌ای که به عصر طلایی یونان مشهور است، شعر و درام به اوج کمال خود رسیده بود و نثر نیز رواج تمام داشت، سخنرانی، که بر اثر دموکراسی و نظام قضایی رونق یافته بود، یکی از مهم‌ترین عناصر فرهنگ یونان شد و با شور و شوق تمام مورد توجه قرار گرفت. یونانی‌ها احتمالاً تفاوت بین تاریخ و شعر حماسی را دریافته بودند و برای تاریخ دو مشخصه قائل بودند: تاریخ به نثر است ولی شعر حماسی منظوم است و دیگر اینکه تاریخ واقعیت‌های گذشته را از تصورات و خیالات پیشین جدا می‌کند.
در سال ۴۶۶ پیش از میلاد، کوراکس سیراکوزی رساله‌ای نوشت به نام هنر کلمات و قصدش راهنمایی کسانی بود که می‌خواستند در مجامع و محاکم سخن بگویند. گورگیاس این فن را به آتنیان آموخت و آنتیفون شیوهٔ آراستهٔ گورگیاس را در خطابه‌ها و رسالات خود به کار می‌برد و با آن جبههٔ اولیگارشیک را تقویت می‌کرد. با ظهور لوسیاس، فن خطابه صورتی زنده‌تر و طبیعی‌تر به خود گرفت؛ ولی فقط سیاستمداران بزرگی چون تمیستوکل و پریکلس بودند که سخنرانی را از تصنع پاک ساختند و تأثیر آن را با سادگی و بی‌پیرایگی آشکار داشتند. سوفسطاییان این سلاح را چنان تیز و نافذ ساختند و شاگردان‌شان چنان در به کار بردن آن ورزیده شدند که چون اولیگارش‌ها در ۴۰۴ پیش از میلاد قدرت را به دست آوردند، آموزش این فن را یک‌سره ممنوع داشتند. نثر دورهٔ پریکلس به تاریخ‌نویسی رونق و اهمیت بخشید و در این دوران بود که تحقیق در اعصار گذشته رواج یافت و به محل و مقام انسان در سیر زمان آگاهانه توجه شد. هرودوت با نگارش تواریخ، تاریخ‌نویسی یونانی را آغاز کرد و آغازکنندهٔ راهی بود که بعدها نویسندگانی چون توسیدید، کسنوفون، دموستن، افلاطون و ارسطو که اکثر آنان اهل آتن بودند، آن را ادامه دادند. تمرکز تاریخ‌نویسی یونانی بیش‌تر به تاریخ سیاسی، نظامی و دیپلماتیک محدود می‌شد و تاریخ اجتماعی و سیاسی را نادیده می‌گرفت.